# West Indies Championship 2023/24
Der West Indies Championship 2023/24 war die 56. Saison des nationalen First-Class-Cricket-Wettbewerbes in den West Indies und wurde vom 7. Februar bis zum 20. April 2024 ausgetragen. Gewinner war Guyana, der seine elfte Meisterschaft gewann.

## Format
Die acht Mannschaften spielten in einer Gruppe gegen jedes andere Team jeweils ein Mal. Für einen Sieg gab es 12 Punkte, für ein Unentschieden sechs, für ein Remis drei und für ein abgesagtes Spiel einen Punkt. Zusätzlich gab es Bonuspunkte für die Batting- und Bowling-Leistungen im ersten Innings. Die Mannschaft mit den meisten Punkten am Saisonende gewann den Wettbewerb.

## Resultate
Tabelle
| Team                           | Sp. | S | N | R | Bat | Bwl  | Ded | Punkte |
| ------------------------------ | --- | - | - | - | --- | ---- | --- | ------ |
| Guyana                         | 7   | 5 | 1 | 1 | 8   | 32.8 | 0   | 103.8  |
| Windward Islands               | 7   | 4 | 2 | 1 | 10  | 37.2 | 0   | 98.2   |
| Leeward Islands                | 7   | 4 | 2 | 1 | 14  | 29   | 0   | 94     |
| Barbados                       | 7   | 4 | 3 | 0 | 11  | 33.6 | 0   | 92.6   |
| Trinidad und Tobago            | 7   | 4 | 2 | 1 | 11  | 30   | 0   | 92     |
| West Indies Academy            | 7   | 3 | 4 | 0 | 6   | 29.6 | 0   | 71.6   |
| Jamaika                        | 7   | 2 | 5 | 0 | 9   | 26.4 | 0   | 59.4   |
| Combined Campuses and Collages | 7   | 0 | 7 | 0 | 5   | 25.2 | 0   | 30.2   |

Sieg: 12 Punkte; Remis: 3 Punkte
Spiele
| 7. – 10. Februar Scorecard | Kingston | Jamaika 159 (41) & 234 (73.4)          | – | Windward Islands 341 (105.2) & 55-1 (16) |
|                            |          | Windward Islands gewinnt mit 9 Wickets |   |                                          |

| 7. – 10. Februar Scorecard | Spanish Town | Barbados 344-8d (72.2) & 35-1 (4.4) | – | Combined Campuses and Collages 185 (78.3) & 193 (66.5) (f/o) |
|                            |              | Barebados gewinnt mit 9 Wickets     |   |                                                              |

| 7. – 10. Februar Scorecard | Basseterre | Leeward Islands 137 (54.1) & 232 (87.4)   | – | West Indies Academy 177 (47.2) & 195-5 (33.5) |
|                            |            | West Indies Academy gewinnt mit 5 Wickets |   |                                               |

| 7. – 10. Februar Scorecard | Conaree | Trinidad und Tobago 215-4 (81.2) | – | Guyana |
|                            |         | Remis                            |   |        |

| 14. – 17. Februar Scorecard | Kingston | Combined Campuses and Collages 307 (97) & 87 (30.4) | – | Jamaika 331 (91.2) & 69-0 (9.3) |
|                             |          | Jamaika gewinnt mit 10 Wickets                      |   |                                 |

| 14. – 17. Februar Scorecard | Kingston | Barbados 214 (49.5) & 126 (38.1)       | – | Windward Islands 325 (98.1) & 18-1 (3.5) |
|                             |          | Windward Islands gewinnt mit 9 Wickets |   |                                          |

| 14. – 17. Februar Scorecard | Basseterre | Leeward Islands 352 (99.2) & 295 (69.4) | – | Guyana 188 (57.3) & 186 (84.3) |
|                             |            | Leeward Islands gewinnt mit 273 Runs    |   |                                |

| 14. – 17. Februar Scorecard | Conaree | West Indies Academy 163 (39) & 224 (70.1) | – | Trinidad und Tobago 329 (115.4) & 60-4 (16.2) |
|                             |         | Trinidad und Tobago gewinnt mit 6 Wickets |   |                                               |

| 21. – 24. Februar Scorecard | Kingston | Jamaika 269 (78.4) & 292 (83.2) | – | Barbados 389 (120) & 176-6 (38.3) |
|                             |          | Barbados gewinnt mit 4 Wickets  |   |                                   |

| 21. – 24. Februar Scorecard | Spanish Town | Combined Campuses and Collages 204 (71.3) & 315 (91.5) | – | Windward Islands 395 (105.4) & 128-2 (23.2) |
|                             |              | Windward Islands gewinnt mit 8 Wickets                 |   |                                             |

| 21. – 24. Februar Scorecard | Basseterre | Trinidad und Tobago 137 (60.2) & 342 (133.3) | – | Leeward Islands 318 (98.2) & 165-6 (48) |
|                             |            | Leeward Islands gewinnt mit 4 Wickets        |   |                                         |

| 21. – 24. Februar Scorecard | Coolidge | Guyana 175 (54.3) & 415-7d (112.1) | – | West Indies Academy 162 (49) & 207 (49.5) |
|                             |          | Guyana gewinnt mit 221 Runs        |   |                                           |

| 13. – 16. März Scorecard | Port of Spain | Windward Islands 191 (53) & 288 (97.2)    | – | Trinidad und Tobago 294 (87) & 186-4 (69.4) |
|                          |               | Trinidad und Tobago gewinnt mit 6 Wickets |   |                                             |

| 13. – 16. März Scorecard | St. Augustine | Combined Campuses and Collages 273 (81.2) & 301 (109) | – | Leeward Islands 259 (62.2) & 319-7 (72.5) |
|                          |               | Leeward Islands gewinnt mit 3 Wickets                 |   |                                           |

| 13. – 16. März Scorecard | Coolidge | Guyana 436 (142.1) & 136-8d (32.2) | – | Barbados 230 (68.3) & 309 (84.5) |
|                          |          | Guyana gewinnt mit 33 Runs         |   |                                  |

| 13. – 16. März Scorecard | Kingston | West Indies Academy 324 (82) & 281 (74.1) | – | Jamaika 372 (108.2) & 236-8 (82) |
|                          |          | Jamaika gewinnt mit 2 Wickets             |   |                                  |

| 20. – 23. März Scorecard | Port of Spain | Trinidad und Tobago 172 (53.5) & 124 (46.1) | – | Barbados 279 (87.3) & 20-2 (7.1) |
|                          |               | Barbados gewinnt mit 8 Wickets              |   |                                  |

| 20. – 23. März Scorecard | Kingston | Jamaika 221 (68.2) & 196 (62.3)       | – | Leeward Islands 231 (58.3) & 189-3 (62.3) |
|                          |          | Leeward Islands gewinnt mit 7 Wickets |   |                                           |

| 20. – 23. März Scorecard | St. Augustine | Guyana 308 (80.5) & 224-2d (87) | – | Windward Islands 113 (31.5) & 164 (56.2) |
|                          |               | Guyana gewinnt mit 255 Runs     |   |                                          |

| 20. – 23. März Scorecard | Coolidge | West Indies Academy 300 (78.3) & 316-7d (87) | – | Combined Campuses and Collages 231 (80.2) & 324 (93.4) |
|                          |          | West Indies Academy gewinnt mit 61 Runs      |   |                                                        |

| 10. – 13. April Scorecard | Kingston | Guyana 424 (116.3) & 147-4d (35.3) | – | Jamaika 153 (61.1) & 206 (71.1) |
|                           |          | Guyana gewinnt mit 212 Runs        |   |                                 |

| 10. – 13. April Scorecard | St. Augustine | Trinidad und Tobago 591-7d (123) & 95-2d (17) | – | Combined Campuses and Collages 238 (77) & 325 (108.3) |
|                           |               | Trinidad und Tobago gewinnt mit 123 Runs      |   |                                                       |

| 10. – 13. April Scorecard | North Sound | Barbados 542-9d (143) & 58-1 (10.4) | – | Leeward Islands 288 (93.2) & 311 (101.2) (f/o) |
|                           |             | Barbados gewinnt mit 9 Wickets      |   |                                                |

| 10. – 13. April Scorecard | Coolidge | Windward Islands 162 (48.3) & 275 (93) | – | West Indies Academy 158 (39.4) & 121 (34.4) |
|                           |          | Windward Islands gewinnt mit 158 Runs  |   |                                             |

| 17. – 20. April Scorecard | Kingston | Trinidad und Tobago 432 (122)                              | – | Jamaika 189 (63.4) & 118 (44.4) (f/o) |
|                           |          | Trinidad und Tobago gewinnt mit einem Innings und 125 Runs |   |                                       |

| 17. – 20. April Scorecard | St. Augustine | Combined Campuses and Collages 200 (55.5) & 203 (64.2) | – | Guyana 223 (60.4) & 182-2 (34.5) |
|                           |               | Guyana gewinnt mit 8 Wickets                           |   |                                  |

| 17. – 20. April Scorecard | North Sound | Leeward Islands 300 (82.5) & 294 (79.2) | – | Windward Islands 179 (53) & 296-7 (94) |
|                           |             | Remis                                   |   |                                        |

| 17. – 20. April Scorecard | Coolidge | Barbados 153 (39.5) & 308 (113.3)         | – | West Indies Academy 243 (61.3) & 219-7 (67.4) |
|                           |          | West Indies Academy gewinnt mit 3 Wickets |   |                                               |